# رایان میشل بیث
رایان میشل بیث (انگلیسی: Ryan Michelle Bathe؛ زادهٔ ۲۷ ژوئیهٔ ۱۹۷۶) هنرپیشه اهل ایالات متحده آمریکا است.
از فیلم‌ها یا برنامه‌های تلویزیونی که وی در آن نقش داشته‌است می‌توان به آشنایی با مادر، درمانگاه خصوصی، برادران و خواهران، متوسط، و شماره یک: پول اشاره کرد.